# Chanthaburi (miasto)
Chanthaburi (tajski: จันทบุรี) – miasto w środkowej Tajlandii, na wschodnim wybrzeżu Zatoki Tajlandzkiej. Mieści się w prowincji Chanthaburi. 86,461 mieszkańców (2000).